# Tinkoff
La Tinkoff, nota in precedenza anche come CSC e Saxo Bank, era una squadra russa di ciclismo su strada maschile attiva nel professionismo dal 1998 al 2016.
Attiva nel professionismo dal 1998 e guidata da Bjarne Riis dal 2000 al 2015, la allora CSC si aggiudicò la classifica a squadre del circuito UCI ProTour/Calendario mondiale UCI nel 2005, nel 2006, nel 2007 e, come Saxo Bank, nel 2010; come Tinkoff vinse invece la classifica individuale del World Tour con Peter Sagan nel 2016. Ai successi nelle graduatorie mondiali si aggiungono anche due vittorie finali al Tour de France, nel 2008 con Carlos Sastre e nel 2010 con Andy Schleck, e due al Giro d'Italia, nel 2006 con Ivan Basso e nel 2015 con Alberto Contador.
Complice il ritiro della sponsorizzazione Tinkoff, alla fine del 2016 la squadra è stata dismessa dopo diciannove stagioni di attività.

## Storia
La compagnia proprietaria della squadra, inizialmente chiamata Professional Cycling Denmark ApS, fu creata nell'autunno 1996 dal campione del mondo dilettanti Alex Pedersen, oltre che da Finn Poulsen (rappresentante della Bestseller A/S), Torben Kølbæk e Johannes Poulsen (dalla Herning CK), e Bjarne Riis (in seguito passato al Team Telekom). La squadra fu costituita acquisendo la licenza di squadra dilettantistica della Herning CK, con sede ad Herning, Danimarca, avendo l'obiettivo di partecipare al Tour de France entro quattro anni.

### Dal 1998 al 1999: Team Home-Jack & Jones
La squadra divenne attiva nel professionismo a partire dalla stagione 1998: Alex Pedersen e Torben Kølbæk furono i primi direttori sportivi. Iniziò con undici corridori, tra i quali alcuni neo-professionisti ed altri veterani del ciclismo danese, come Brian Holm e Jesper Skibby, entrambi più volte al Tour de France (Skibby aveva anche vinto una tappa nell'edizione 1993). Gli sponsor principali erano la home A/S, agenzia di intermediazione del settore immobiliare, e la Jack & Jones, azienda manifatturiera controllata dalla Bestseller A/S; il budget era di circa un milione di €. La squadra corse nella seconda divisione UCI, partecipando a piccole gare, e sia Christian Andersen che Jesper Skibby ne vinsero diverse. Brian Holm lasciò inaspettatamente la squadra nell'aprile 1998.

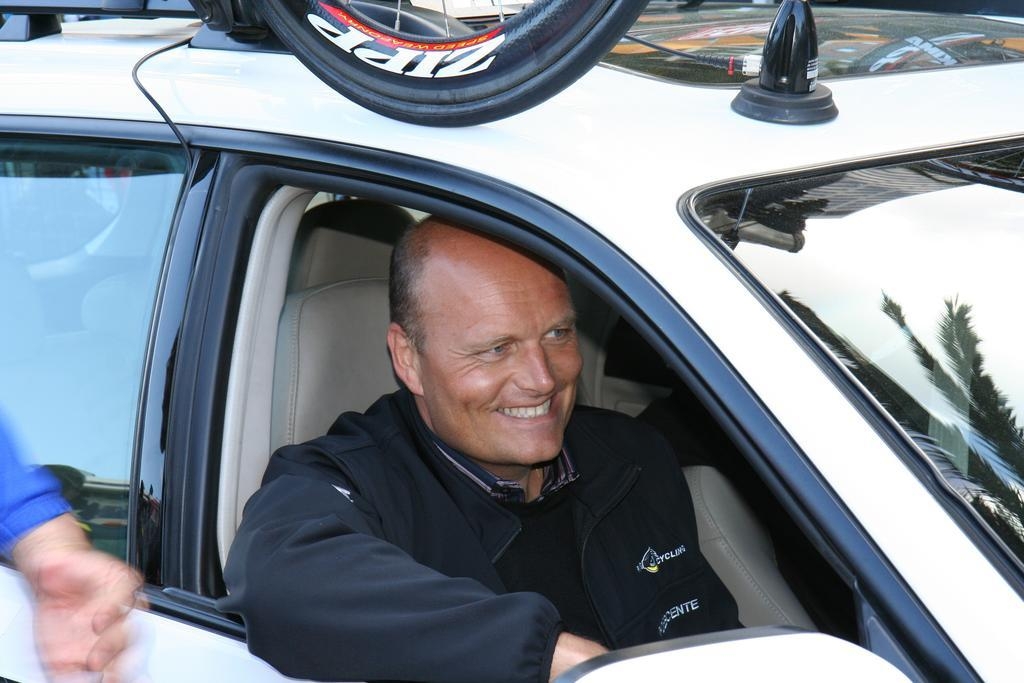
L'ex ciclista Bjarne Riis ha diretto la squadra dal 1999 al 2015

Lo scandalo Festina che colpì il Tour de France 1998 non interessò direttamente la squadra, ma Bjarne Riis, che prese parte alla Grande Boucle, fu successivamente interessato dallo scandalo all'inizio del 1999. Riis decise poi di vendere la sua parte di società. La squadra concluse l'annata 1998 al trentaduesimo posto nella classifica a squadre della UCI. Per l'anno dopo il budget venne incrementato a 2 400 000 euro, ed il numero di corridori salì a 14. In termini di vittorie, la stagione 1999 fu la più ricca, almeno fino al 2005: i 26 successi in gare del calendario UCI portarono il Team Home alla promozione nella prima divisione dei gruppi sportivi. Nel settembre 1999 il team salì alla ribalta anche per altri motivi: il belga Marc Streel fu trovato con un tasso di ematocrito di 53,4% (valori sopra il 50% possono essere indicatori di uso di EPO), e licenziato dalla squadra. La Home terminò la sponsorizzazione.

### Il 2000: Memory Card-Jack & Jones
Per la stagione 2000, la Memory Card A/S (un produttore danese di memory cards) arrivò come co-sponsor ed il ciclista danese Bo Hamburger fu messo sotto contratto come capitano. Durante l'anno vennero vinte meno gare rispetto al 1999, ma il calibro fu maggiore, e la squadra raggiunse il suo obiettivo di partecipare al Tour de France, prendendo parte all'edizione 2000. In aprile Nicolaj Bo Larsen fu trovato con un livello di ematocrito pari la 51% ma, a differenza di Streel, non venne licenziato, visto che il giorno prima il livello registrato era 47%. La mattina dopo l'analisi incriminata, le analisi trovarono un valore pari al 47%. Nonostante questo, l'apparente doppio comportamento della squadra con i casi di doping, screditarono la sua immagine in Danimarca e la Jack & Jones non volle più prolungare la sponsorizzazione, anche se Bo Larsen fu in seguito assolto dalle accuse di doping.
Alla fine della stagione, Bjarne Riis acquisì la Professional Cycling Denmark ApS, rinominandola Riis Cycling A/S, e la squadra. Il contratto con la Jack & Jones terminò e Bjarne Riis non volle più continuare a lavorare con Memory Card, visti i problemi finanziari della società.

### Dal 2001 al 2008: il Team CSC

#### 2001-2003: Jalabert e Hamilton capitani

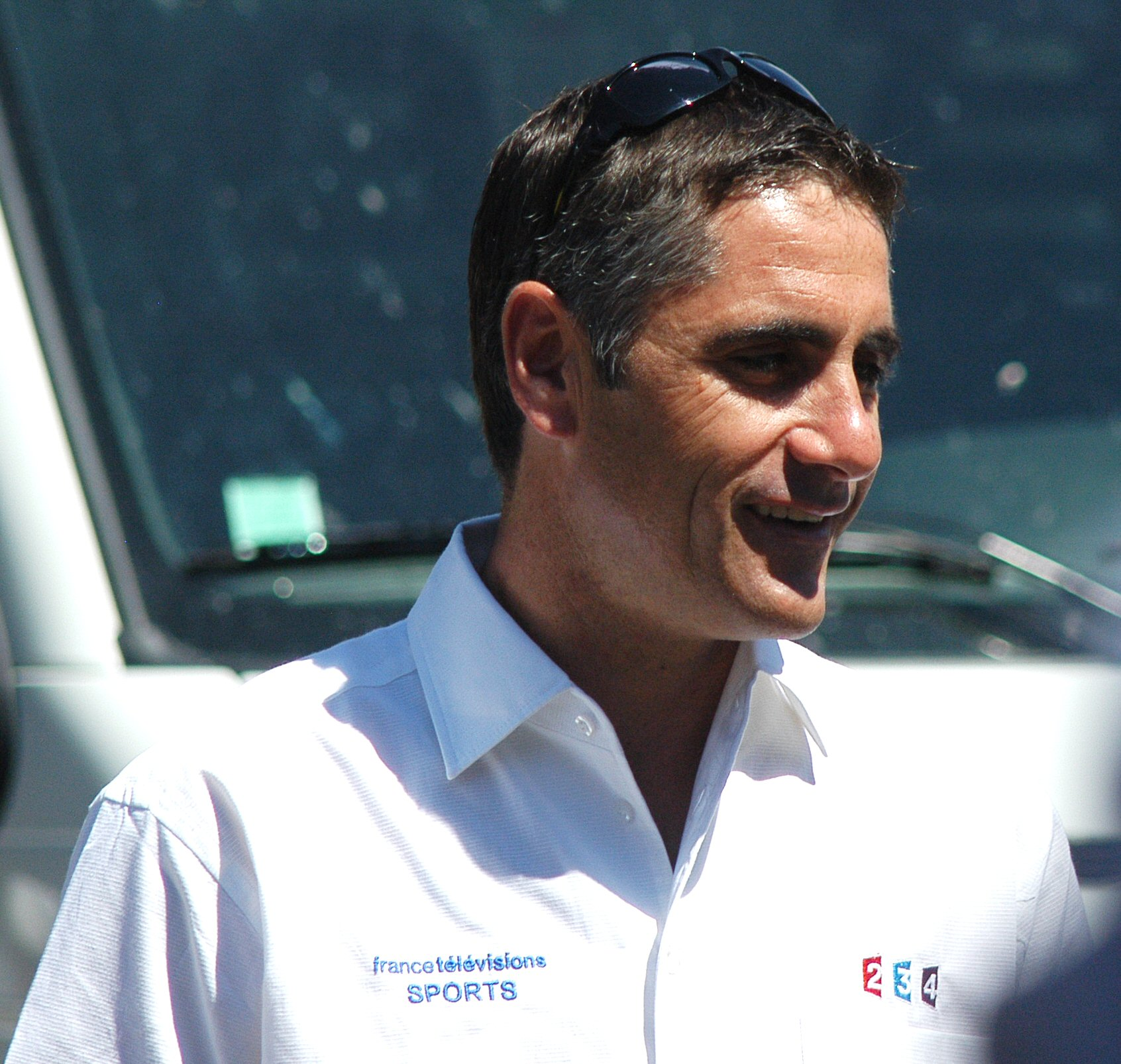
Laurent Jalabert vinse la maglia a pois del Tour de France nel 2001 e nel 2002

A partire dal 2001 la CSC (Computer Sciences Corporation) e l'Internet service provider World Online diventarono gli sponsor della squadra, con un budget totale di €4 500 000. La World Online fu comprata dall'italiana Tiscali, ed il nome della squadra cambiò il 1º luglio, diventando CSC-Tiscali.
In aprile, Bo Hamburger fu trovato positivo con un nuovo test antidoping per l'EPO, in grado di distinguere l'EPO naturale prodotto dal corpo da quello sintetico. Nel primo test Hamburger mostrò 82,3%, sopra il limite massimo dell'80% imposto dalla UCI ma, visto che le controanalisi mostrarono 82,4% e 78,6%, fu scagionato dalle accuse di doping. Nel settembre del 2001 fu licenziato dalla squadra.
La CSC acquisì rilevanza internazionale quando per la stagione 2001, dopo la lunga esperienza nella ONCE di Manolo Saiz, venne messo sotto contratto il francese Laurent Jalabert. Jalabert era passato alla CSC, legata alla produttrice di biciclette LOOK, strettamente associata a Jalabert stesso, non avendo trovato ingaggio presso una squadra francese. Nei due anni seguenti vinse la maglia a pois ai Tour de France 2001 e 2002, una tappa e la cronosquadre al Tour 2001, e le due edizioni della Clásica de San Sebastián. Al termine della stagione 2002, come previsto, si ritirò dall'attività agonistica. Sempre nel 2002 arrivò alla CSC, proveniente dalla US Postal Service, lo statunitense Tyler Hamilton, che subito in quell'anno seppe concludere al secondo posto il Giro d'Italia pur con una scapola fratturata.
Nel 2003, Riis rinominò la Professional Cycling Denmark ApS in Riis Cycling A/S. Tiscali cessò la sponsorizzazione e la Riis Cycling A/S non fu in grado di trovare un nuovo co-sponsor: il team cambiò nome da CSC-Tiscali a Team CSC, e continuò l'attività nel 2003 con un budget ridotto. Il quartier generale della Riis Cycling si trasferì da Herning alla sede di uno degli sponsor, la compagnia di assicurazioni danese Alm. Brand a Lyngby, un sobborgo di Copenaghen. Hamilton diventò capitano della squadra per la nuova stagione, con l'obiettivo di competere per la classifica generale del Tour de France. Vinse la Liegi-Bastogne-Liegi entrando in un ottimo stato di forma, ma si infortunò di nuovo gravemente, rompendosi la clavicola in una caduta generale nella prima tappa del Tour. Perse molto tempo nella classifica generale, ma proseguì la corsa riuscendo a vincere una tappa e concludere al quarto posto generale; anche i compagni Carlos Sastre e Jakob Piil vinsero una frazione.

#### 2004-2005: Basso sul podio del Tour de France

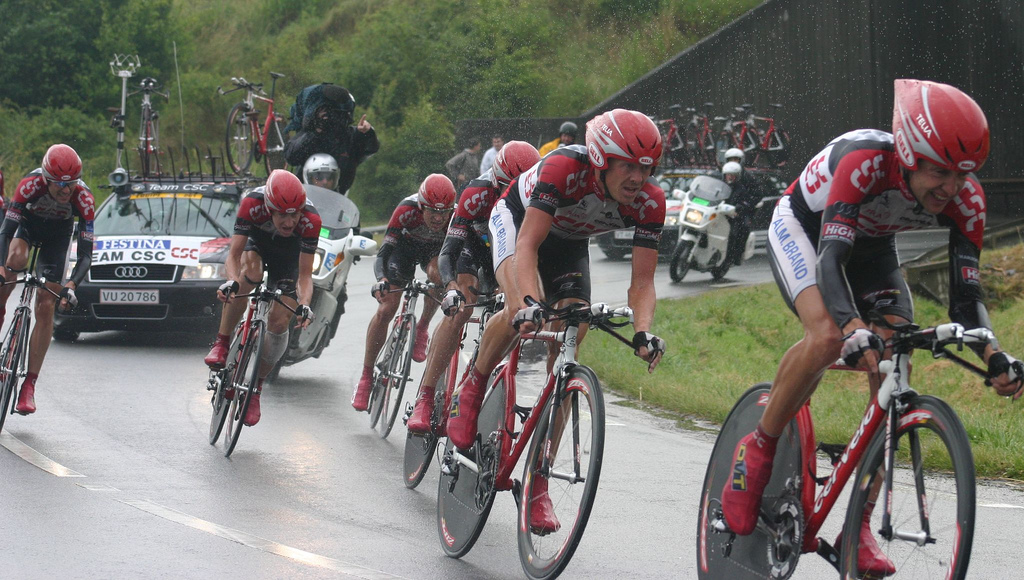
Il Team CSC impegnato nella cronosquadre del Tour de France 2004

Per il 2004 Hamilton decise di passare alla svizzera Phonak; la CSC ingaggiò allora dalla Fassa Bortolo il ventiseienne italiano Ivan Basso, con l'obiettivo di farlo competere nella classifica generale dei Grandi Giri. Basso si era aggiudicato la maglia bianca della classifica dei giovani al Tour de France 2002, e proprio al primo anno con il team di Riis riuscì a piazzarsi sul terzo gradino del podio al Tour de France 2004.
Dopo una stagione di difficoltosa dovuta a problemi finanziari ed il taglio di numerosi corridori, la primavera del 2005 fu la migliore per la CSC, con diverse vittorie di alto profilo ottenute da Bobby Julich e Jens Voigt. Con la vittoria nella Parigi-Nizza, Julich diventò il primo corridore della squadra ad indossare la maglia di leader nel nuovo circuito UCI ProTour. Questo successo fu seguita dalla vittoria di tre tappe al Giro d'Italia, una con David Zabriskie e due con Ivan Basso. Lo stesso Basso, in corsa per la vittoria finale, fu colpito da problemi allo stomaco e perse la vetta della classifica (chiuse ventisettesimo). Basso si rifece al Tour de France dello stesso anno, conquistando la seconda posizione dietro a Lance Armstrong, e la squadra vinse un'altra tappa con David Zabriskie, che si aggiudicò il cronoprologo.

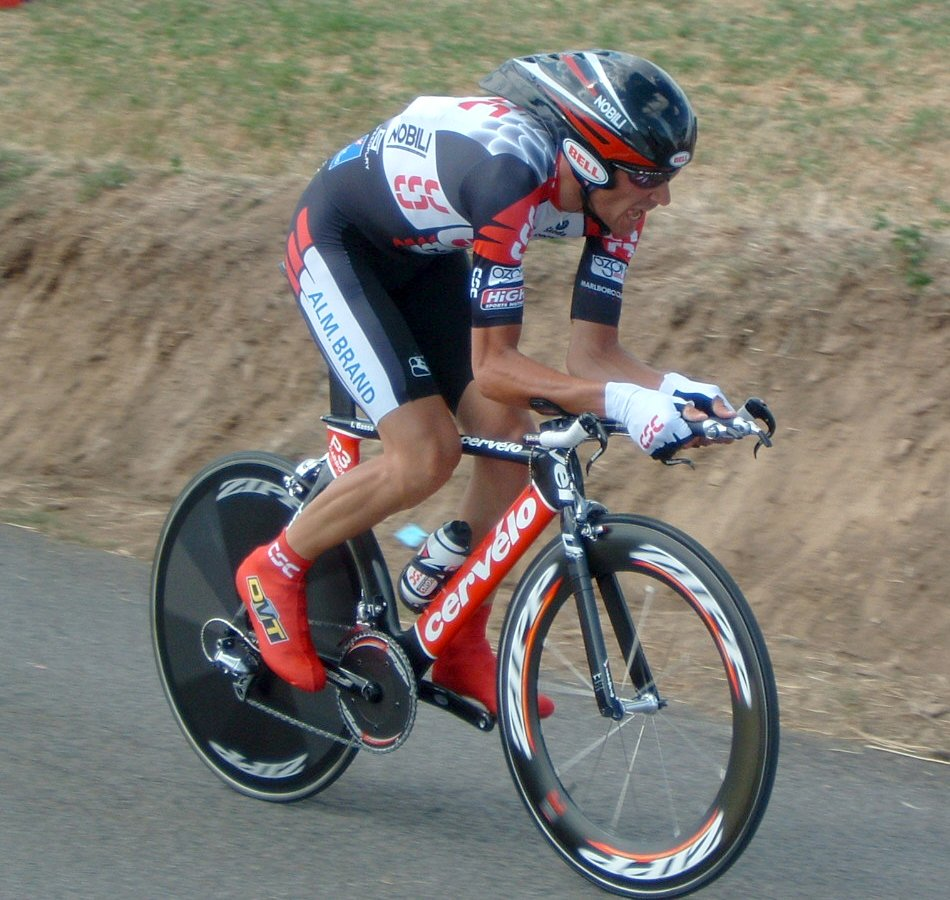
Ivan Basso al Tour de France 2005, gara nella quale chiuse secondo

La seconda parte di stagione fu ricca di successi nel circuito UCI ProTour, con Bobby Julich che vinse la classifica generale dell'Eneco Tour, mentre Carlos Sastre terminò secondo e Nicki Sørensen vinse una tappa alla Vuelta a España. Il Team CSC concluse la stagione come vincitrice della classifica a squadre ProTour e Bobby Julich fu ottavo nella individuale. Dopo il Tour de France 2005, la CSC aveva intanto rinnovato la sponsorizzazione fino al 2008 con un maggiore finanziamento, permettendo a Riis di rinnovare il contratto con Basso per altri tre anni.

#### Il 2006: Basso vince il Giro d'Italia
Nel 2006, con la sponsorizzazione della CSC assicurata per altri tre anni, la preparazione fu mirata per vincere tutti i tre Grandi Giri, con il capitano Ivan Basso impegnato sia al Giro d'Italia sia al Tour de France, e Carlos Sastre impegnato nella Vuelta a España. La squadra contava di diversi "cronoman", inclusi gli statunitensi David Zabriskie, che vinse cronometro a Giro e Tour, il bronzo olimpico Bobby Julich, e lo svizzero Fabian Cancellara, uomo per le classiche di primavera. Tra gli altri Jens Voigt e Stuart O'Grady, l'unico velocista della squadra. La prima vittoria nell'UCI ProTour 2006 arrivò nel prologo della Parigi-Nizza, vinto dal campione uscente Bobby Julich. La prima parte della stagione fu segnata da diversi infortuni, tra cui quello occorso a Stuart O'Grady. Nonostante questo, il nuovo arrivato Cancellara assicurò la seconda vittoria nel circuito ProTour vincendo la cronometro individuale alla Tirreno-Adriatico, e più tardi fece sua la Parigi-Roubaix. Il lussemburghese Fränk Schleck vinse l'Amstel Gold Race la settimana successiva.

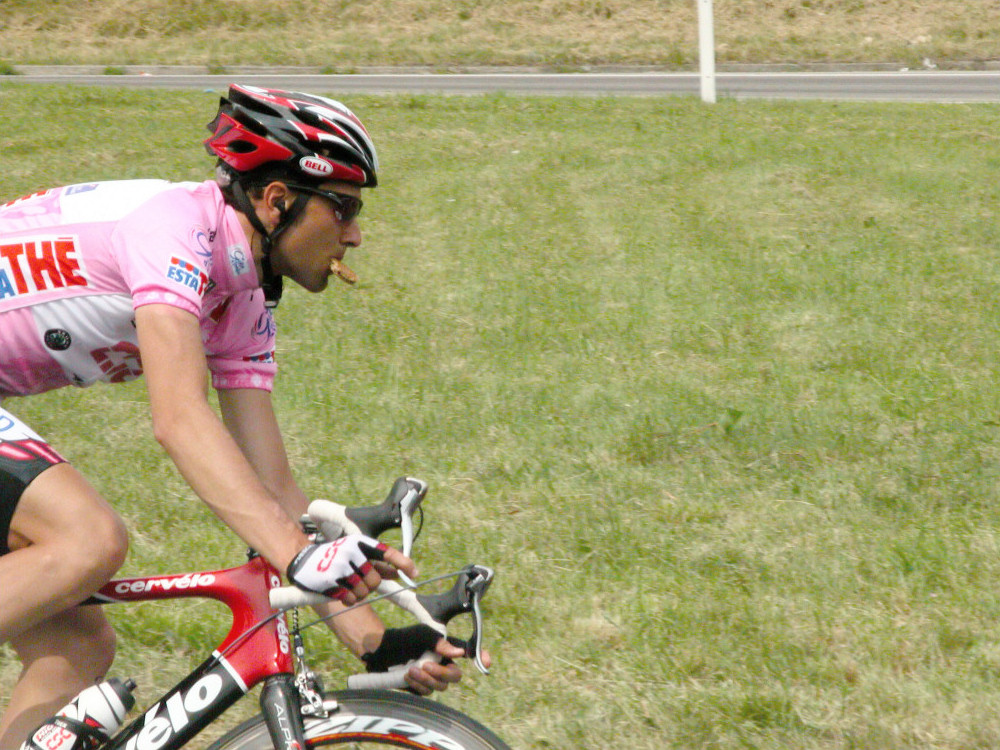
Ivan Basso in maglia rosa al Giro d'Italia 2006

Diversamente da quanto annunciato ad inizio stagione, Carlos Sastre corse il Giro 2006 in appoggio a Basso, decidendo dunque di partecipare a tutti e tre i Grandi Giri. Il vincitore del Giro del 2005 Paolo Savoldelli si dimostrò il migliore nelle prime tappe, poi Jan Ullrich sorprese vincendo la crono individuale a scapito di Basso che però dominò sulle montagne vincendo tre tappe e la cronosquadre con la CSC, che non perse mai il controllo della corsa. Ivan Basso vinse il Giro con un margine di 9'18" dalla sorpresa José Enrique Gutiérrez. Il 30 giugno 2006, i direttori del Tour de France annunciarono in conferenza stampa che Ivan Basso non avrebbe partecipato alla Grande Boucle, stante il suo presunto coinvolgimento nella Operación Puerto. Sastre diventò capitano, dominò nelle ultime tappe di montagna, ma una scarsa performance nell'ultima cronometro lo fece scendere al quarto posto. La squadra vinse due tappe, con Fränk Schleck sull'Alpe d'Huez e con Jens Voigt dopo una lunga fuga.
La seconda parte della stagione fu caratterizzata dalle notizie sul coinvolgimento di Ivan Basso nella Operación Puerto ed il contratto dell'italiano fu rescisso consensualmente. Nel frattempo, Voigt dominò il Deutschland Tour 2006 vincendo la classifica generale e tre tappe, inclusi un arrivo in salita ed una cronometro, mentre Carlos Sastre concluse quarto alla Vuelta a España, con la CSC che vinse l'iniziale cronosquadre. Comunque, a causa delle implicazioni in diversi problemi di doping (Riis ammise di aver fatto uso di doping nel 1996, Basso venne sospeso per doping fino al 2008), la MAN Trucks abbandonò il ruolo di co-sponsor della squadra.

#### Il 2007: Schleck e Sastre secondi a Giro e Vuelta

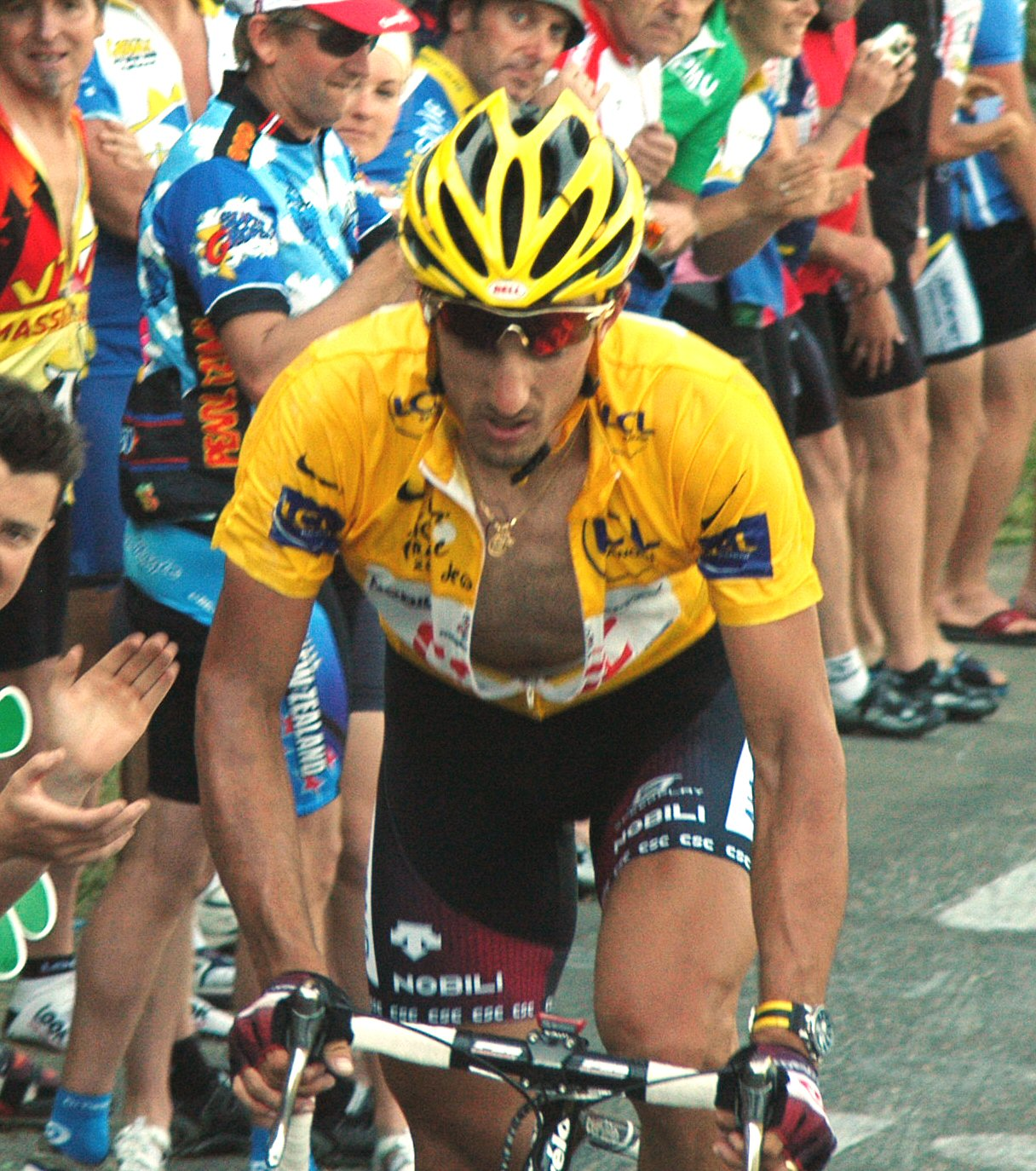
Fabian Cancellara vestì la maglia gialla del Tour 2007 per sette giorni consecutivi

Con l'uscita di scena di Basso, fu lo stesso Carlos Sastre ad assumere il ruolo di capitano della squadra nella stagione 2007. Il nuovo arrivato Juan José Haedo diede alla squadra diverse vittorie in corse minori all'inizio della stagione; in seguito Stuart O'Grady vinse la Parigi-Roubaix, succedendo nell'albo d'oro a Fabian Cancellara. Al Giro d'Italia venne schierata una squadra molto giovane, con la speranza che Andy Schleck riuscisse a competere per la vittoria della maglia bianca; il lussemburghese non solo vinse la classifica dei giovani, ma concluse anche secondo nella generale. Per il Tour de France venne schierata una CSC composta da seconde linee e corridori adatti a singole vittorie di tappa. Cancellara confermò quanto fatto vedere al Giro di Svizzera vincendo due tappe e vestendo la maglia gialla per sette giorni, mentre Sastre si dimostrò competitivo sulle montagne, ma dovette ancora accontentarsi del quarto posto.
Al Giro di Germania Jens Voigt difese con successo il titolo dell'anno precedente. Per la Vuelta venne presentata una squadra costruita intorno a Sastre: lo spagnolo perse ancora molto tempo nelle cronometro, specialmente la prima, ma sulle montagne riuscì a dimostrarsi competitivo riuscendo a conquistare il secondo posto finale dietro al russo Denis Men'šov. Cancellara, infine, fece il bis aggiudicandosi la prova a cronometro dei Campionati del mondo di Stoccarda. Grazie alle ottime prestazioni durante l'anno, la CSC vinse la classifica a squadre dell'UCI ProTour 2007 per il terzo anno consecutivo.

#### Il 2008: Sastre vince il Tour de France

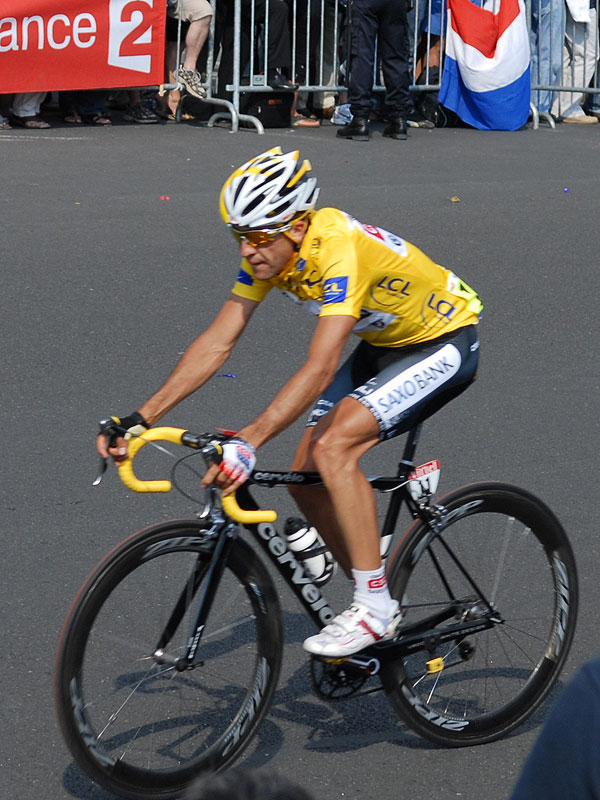
Carlos Sastre in maglia gialla al Tour de France 2008

Nei primi mesi della stagione 2008, Juan José Haedo si mise ancora in mostra vincendo cinque corse; lo seguirono Jens Voigt, vincitore del Critérium International, Kurt-Asle Arvesen, primo all'E3 Prijs Vlaanderen lo stesso weekend, e soprattutto Fabian Cancellara: quest'ultimo vinse la Tirreno-Adriatico e la Milano-Sanremo, poi si piazzò secondo alla Paris-Roubaix. A completare l'ottimo inizio nelle classiche, Fränk Schleck ottenne due podi nelle classiche delle Ardenne. La CSC annunciò intanto di non voler rinnovare il contratto di sponsorizzazione, costringendo dunque la Riis Cycling a trovare nuovi finanziamenti per la stagione 2009: il 10 giugno il manager danese annunciò l'accordo triennale con la Saxo Bank.
Dopo un Giro d'Italia in ombra, in cui il miglior corridore della squadra, Gustav Erik Larsson, non fu che quattordicesimo, la squadra prese parte al Tour de France con almeno tre favoriti, Sastre ed i fratelli Schleck, e con la nuova doppia denominazione Team CSC-Saxo Bank. Sui Pirenei Fränk mancò la maglia gialla per un solo secondo, mentre il fratello subì una pesante défaillance; Fränk Schleck vestì la maglia gialla a Prato Nevoso nella quindicesima tappa, e la conservò l'indomani grazie al lavoro del fratello, che indossò la maglia bianca di miglior giovane. La diciassettesima frazione con arrivo sull'Alpe d'Huez fu la migliore per la squadra: Sastre vinse con più di due minuti sul compagno Fränk, decimo, cui sfilò la maglia di leader. Terzo della tappa, Andy Schleck rafforzò invece la leadership nella classifica della maglia bianca. All'arrivo a Parigi, Sastre vinse il suo primo Grande Giro, il secondo della squadra. Fränk Schleck, in difficoltà nell'ultima tappa a cronometro, concluse sesto ed Andy Schleck undicesimo e miglior giovane. Arvesen, Cancellara e Sastre vinsero ciascuno una tappa.
La parte finale della stagione fu segnata dal titolo olimpico di Cancellara e dalla vittoria di Voigt al Tour de Pologne davanti al compagno Lars Ytting Bak. Alla Vuelta a España Sastre terminò al terzo posto finale, senza salire sul podio di alcuna tappa; Matti Breschel riportò invece la sua prima vittoria di tappa in un Grande giro, aggiudicandosi l'ultima frazione a Madrid; in seguito vinse la medaglia di bronzo nella prova in linea del mondiale di Varese 2008.

### Dal 2009 al 2013: Team Saxo Bank

#### Il 2009: Schleck secondo al Tour

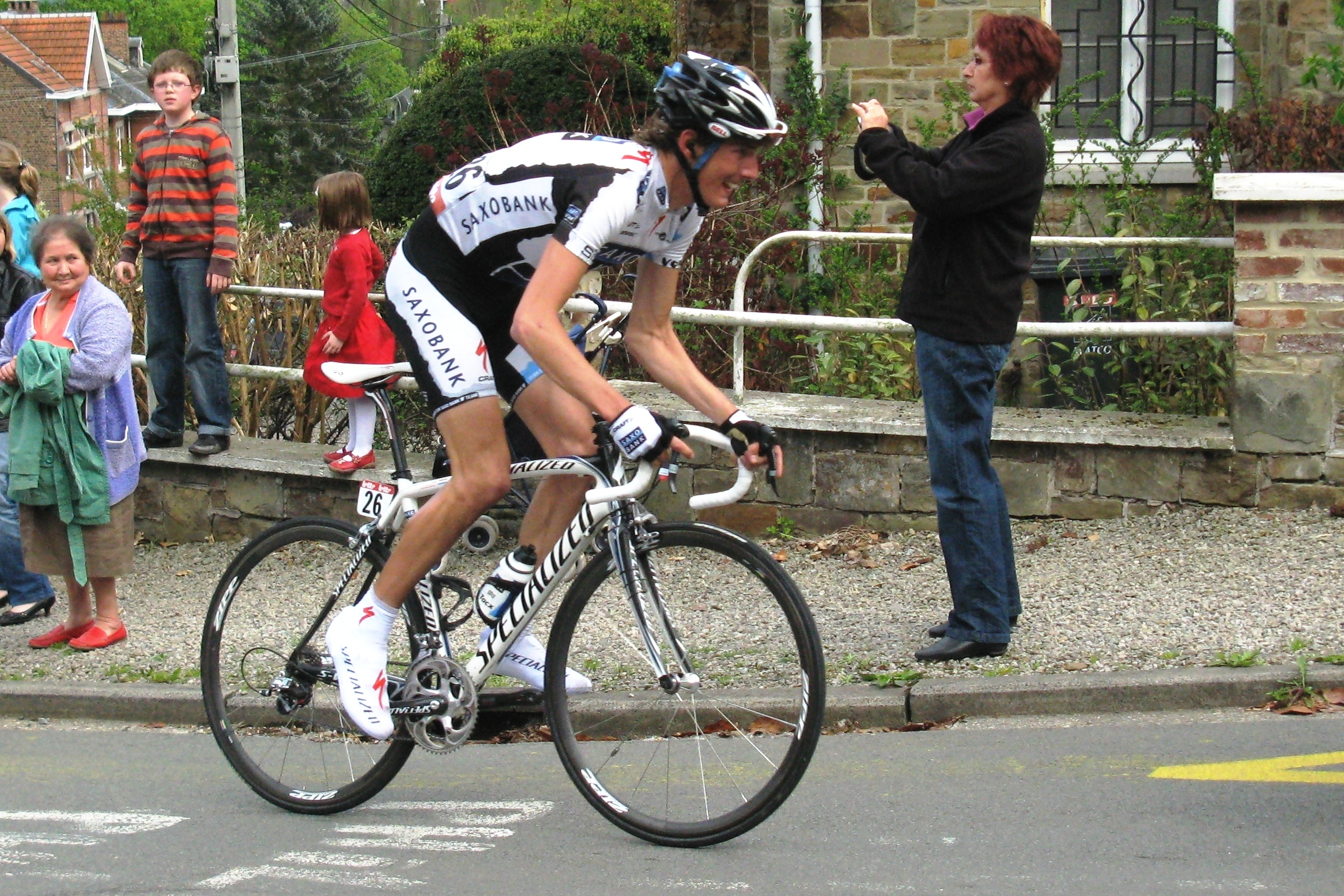
Andy Schleck impegnato nella Liegi-Bastogne-Liegi 2009, corsa che ha poi vinto

Il 28 settembre 2008 venne annunciato che la IT Factory sarebbe stata co-sponsor per la stagione 2009; la squadra iniziò ad utilizzare biciclette dell'azienda statunitense Specialized.
L'inverno vide la partenza del vincitore del Tour 2008, Carlos Sastre, che lasciò le redini della squadra a Cancellara ed ai fratelli Schleck, e dello statunitense Bobby Julich, al ritiro dall'attività. Come contropartita, Riis ingaggiò due promettenti corridori come Jakob Fuglsang e Dominic Klemme. Il debutto stagionale vide Voigt vincere di nuovo il Critérium International e Fränk Schleck concludere decimo alla Paris-Nice. Di contro, a causa di problemi di salute, il leader per le classiche delle Fiandre Fabian Cancellara non riuscì a raggiungere il livello di forma dell'anno precedente, mentre Stuart O'Grady si fratturò la clavicola. Fu dunque nelle Ardenne che la squadra si mise in luce: Karsten Kroon si classificò decimo all'Amstel Gold Race ed Andy Schleck secondo alla Freccia Vallone. Qualche giorno più tardi, il giovane lussemburghese vinse la seconda Liegi-Bastogne-Liegi nella storia della squadra.
In estate Cancellara trionfò nel cronoprologo d'apertura del Tour de France, aggiudicandosi peraltro la prima maglia gialla; successi di tappa andarono anche al danese Nicki Sørensen e a Fränk Schleck. Andy Schleck concluse al secondo posto della generale, vincendo anche la maglia bianca di miglior giovane, mentre il fratello Fränk fu quinto. Cancellara si aggiudicò poi entrambe le cronometro alla Vuelta a España, e la prova a cronometro ai Mondiali di Mendrisio, suo terzo titolo; nella prova iridata in linea chiuse invece quinto, su un tracciato non adatto alle sue caratteristiche.

#### Il 2010: la vittoria di Schleck al Tour

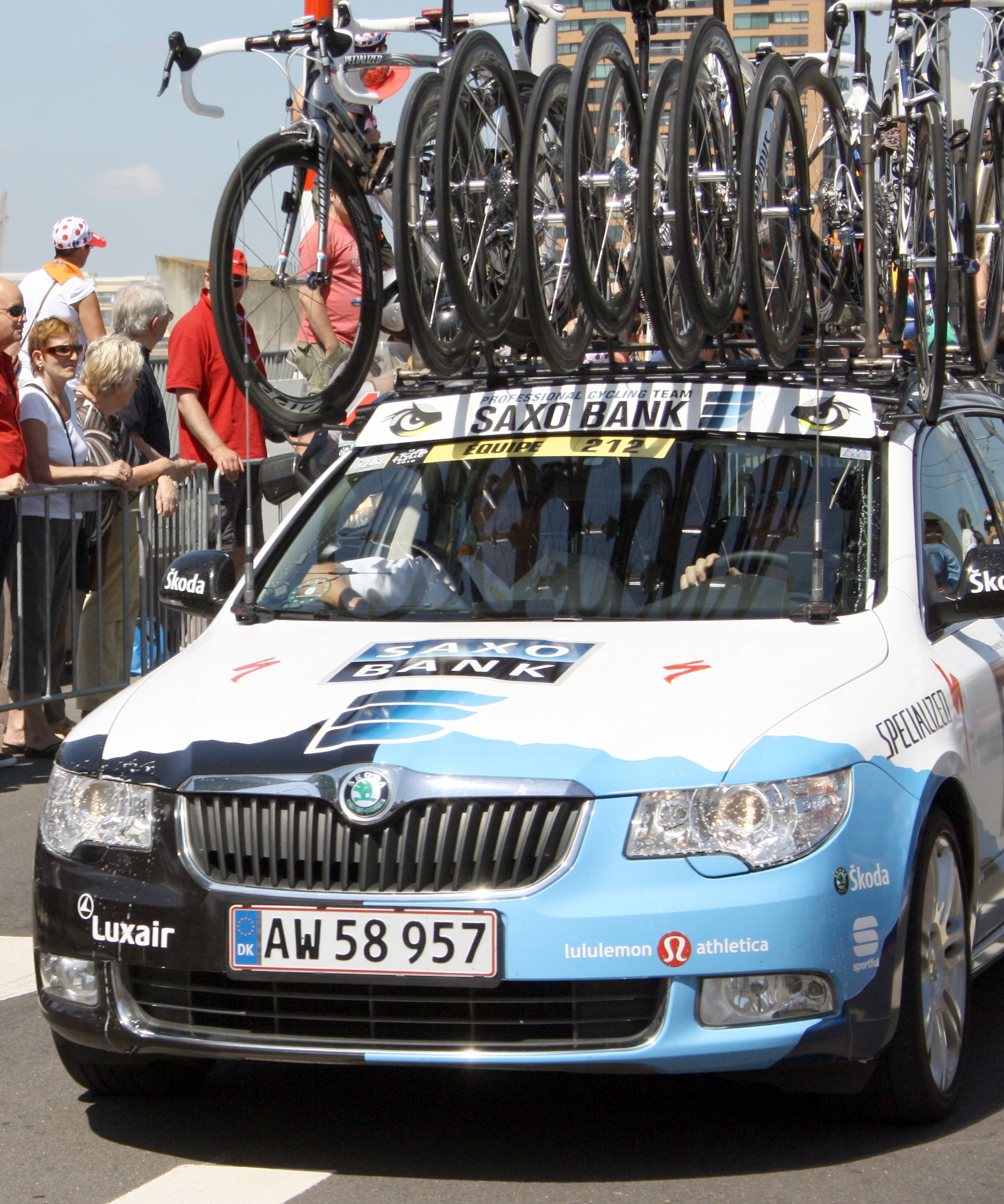
L'ammiraglia Saxo Bank al Tour de France 2010

Il Team Saxo Bank aprì la stagione 2010 conseguendo diversi successi: a febbraio Cancellara vinse il Tour of Oman, a marzo Breschel fece sua la Dwars door Vlaanderen, mentre qualche giorno dopo, sempre sul pavé, Cancellara si impose nell'E3 Prijs Vlaanderen. Ad aprile lo svizzero trovò quindi la storica accoppiata aggiudicandosi Giro delle Fiandre e Parigi-Roubaix. Al Giro d'Italia la Saxo Bank portò tra gli altri Chris Anker Sørensen, Gustav Erik Larsson e Richie Porte. I primi due riuscirono a conquistare una frazione ciascuno: Sørensen vinse la prima tappa con arrivo in salita, da Chianciano Terme al Terminillo, mentre Larsson fece sua l'ultima tappa, una cronometro di 15 km con partenza e arrivo a Verona. Richie Porte vestì invece per tre giorni la maglia rosa grazie ad una fuga-bidone di una cinquantina di corridori circa; la tenne fino alla quattordicesima tappa, quando la cedette allo spagnolo David Arroyo: alla fine dovette accontentarsi del settimo posto, a più di 7' dal vincitore Ivan Basso, e della vittoria nella classifica dei giovani.

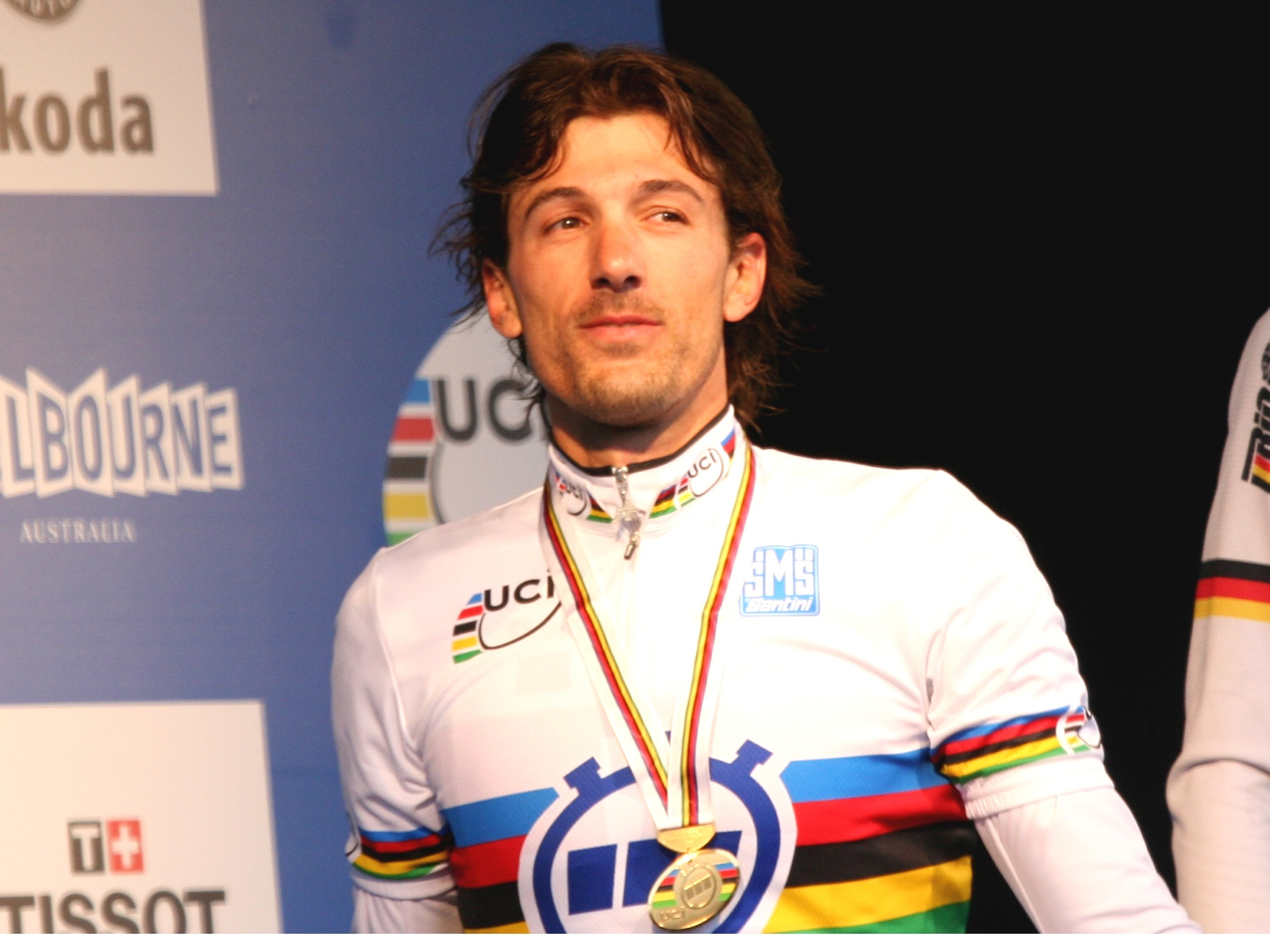
Fabian Cancellara indossa la sua quarta maglia iridata, conquistata a Geelong nel 2010

Al Tour de France la squadra portò Andy e Fränk Schleck come capitani, insieme a Fabian Cancellara. Lo svizzero vinse il prologo iniziale e tenne la maglia gialla sino alla terza tappa, quando Sylvain Chavanel gli sfilò il simbolo del primato. L'indomani, sul pavé di Arenberg (con alcuni tratti caratteristici della Parigi-Roubaix) Cancellara riconquistò la maglia, salvo poi cederla di nuovo a Chavanel il giorno dopo. Nella nona tappa arrivò il primo acuto di Andy Schleck, che vinse la frazione e scalò la classifica salendo al secondo posto; il giorno dopo il lussemburghese conquistò la maglia gialla. La tenne fino alla quindicesima tappa, quando, a causa di un salto di catena, la perse a favore del campione in carica Alberto Contador; nell'ultima tappa di montagna, con arrivo sul Col du Tourmalet, Schleck provò a staccare Contador, ma invano. Ci provò ancora nella cronometro finale di 52 km, perdendo invece una trentina di secondi dallo spagnolo: sugli Champs-Élysées dovette accontentarsi della maglia di miglior giovane, e ancora del secondo gradino del podio. Questi risultati verranno aggiornati nel febbraio 2012, quando la squalifica retroattiva inflitta a Contador assegnerà la vittoria del Tour 2010 ad Andy Schleck.
Alla Vuelta a España il team non incise, solo Juan José Haedo e Fränk Schleck trovarono qualche piazzamento. Schleck raggiunse la quinta posizione nella classifica generale e il medesimo piazzamento nella classifica combinata. In settembre, ai Campionati del mondo di Geelong, Fabian Cancellara vinse quindi il suo quarto titolo iridato a cronometro.

#### 2011-2013: le vittorie di Contador
Dopo il passaggio dei fratelli Schleck al Team Leopard-Trek, per la stagione 2011 viene ingaggiato il vincitore del Tour de France 2010 Alberto Contador. Nella prima parte dell'anno lo spagnolo vince la Vuelta a Murcia e la Volta Ciclista a Catalunya. In maggio vince anche due tappe e la classifica generale del Giro d'Italia, mentre in luglio chiude al quinto posto il Tour de France. Questi risultati saranno cancellati dalla squalifica retroattiva inflitta al ciclista spagnolo nel febbraio 2012.
Alberto Contador torna alle corse, dopo la squalifica, nell'agosto del 2012 partecipando e vincendo la Vuelta a España.

### 2014-2016: l'arrivo di Tinkoff e la chiusura
Nel gennaio 2014 il magnate russo Oleg Tinkov, proprietario di Tinkoff Credit Systems Bank (già secondo sponsor del team dal luglio 2012), rileva da Bjarne Riis la Riis Cycling A/S, società di riferimento del team dal 2001, rinominandola Tinkoff Sport A/S. Tinkov diventa così il proprietario unico della squadra, che per la stagione 2014 viene rinominata in Tinkoff-Saxo acquisendo al contempo licenza UCI russa; Bjarne Riis rimane invece come general manager del team. Nell'aprile 2015, su indicazione di Tinkov, la squadra passa sotto la direzione manageriale dell'olandese Steven de Jongh, già direttore sportivo, mentre Riis, in carica come manager per quindici stagioni, viene allontanato.
Nel dicembre 2015 Tinkov annuncia l'intenzione di concludere la sponsorizzazione e di cedere la squadra al termine della stagione 2016. In assenza di nuovi acquirenti, e nonostante le vittorie stagionali di Peter Sagan (numero 1 della classifica individuale World Tour 2016), la formazione viene dismessa dopo l'ultima gara del 2016, il Giro di Lombardia.

## Cronistoria

### Annuario
| Anno | Codice  | Nome                                                                           | Cat. | Biciclette  | Dirigenza |
| ---- | ------- | ------------------------------------------------------------------------------ | ---- | ----------- | --- |
| 1998 | HJJ     | Team Home-Jack & Jones                                                         | -    | Peugeot     | Manager: Torben Kølbæk Dir. sportivi: Alex Pedersen, Per Pedersen |
| 1999 | HJJ     | Team Home-Jack & Jones                                                         | GSII | Peugeot     | Manager: Torben Kølbæk Dir. sportivi: Alex Pedersen, Per Pedersen, Christophe Desimpelaere |
| 2000 | MCJ     | Memory Card-Jack & Jones                                                       | GSI  | Vitus       | Manager: Torben Kølbæk Dir. sportivi: Alex Pedersen (fino a fine agosto), Bjarne Riis (da fine agosto), Rémi De Moor, Per Pedersen, Jesper Tikiøb, Johnny Weltz                                      |
| 2001 | CST     | CSC-WorldOnline (fino al 30 giugno) CSC-Tiscali (dal 1º luglio)                | GSI  | LOOK        | Manager: Bjarne Riis Dir. sportivi: Christian Andersen, Alex Pedersen, Johnny Weltz |
| 2002 | CST     | CSC-Tiscali                                                                    | GSI  | LOOK        | Manager: Alex Pedersen, Bjarne Riis Dir. sportivi: Christian Andersen, Jørgen Marcussen, Per Pedersen, Johnny Weltz                                                                                  |
| 2003 | CSC     | Team CSC-Imax                                                                  | GSI  | Cervélo     | Manager: Alex Pedersen (fino al 25 aprile), Bjarne Riis Dir. sportivi: Christian Andersen, Jørgen Marcussen, Per Pedersen, Johnny Weltz, Sean Yates                                                  |
| 2004 | CSC     | Team CSC                                                                       | GSI  | Cervélo     | Manager: Claus Lindholm (fino al 31 agosto), Bjarne Riis Dir. sportivi: Kim Andersen, Alain Gallopin, Carsten Jeppesen, Johnny Weltz, Sean Yates                                                     |
| 2005 | CSC     | Team CSC                                                                       | PT   | Cervélo     | Manager: Bjarne Riis Dir. sportivi: Kim Andersen, Alain Gallopin, Tristan Hoffman, Carsten Jeppesen, Scott Sunderland, Johnny Weltz                                                                  |
| 2006 | CSC     | Team CSC                                                                       | PT   | Cervélo     | Manager: Bjarne Riis Dir. sportivi: Kim Andersen, Dan Frost, Alain Gallopin, Tristan Hoffman, Scott Sunderland                                                                                       |
| 2007 | CSC     | Team CSC                                                                       | PT   | Cervélo     | Manager: Carsten Jeppesen, Bjarne Riis Dir. sportivi: Kim Andersen, Dan Frost, Alain Gallopin, Scott Sunderland                                                                                      |
| 2008 | CSC     | Team CSC (fino al 4 luglio) Team CSC-Saxo Bank (dal 5 luglio)                  | PT   | Cervélo     | Manager: Lars Michaelsen, Bjarne Riis Dir. sportivi: Kim Andersen, Dan Frost, Jørgen Vagn Pedersen, Torsten Schmidt, Scott Sunderland                                                                |
| 2009 | SAX     | Team Saxo Bank                                                                 | PT   | Specialized | Manager: Bjarne Riis Dir. sportivi: Kim Andersen, Dan Frost, Bradley McGee, Lars Michaelsen, Torsten Schmidt                                                                                         |
| 2010 | SAX     | Team Saxo Bank                                                                 | PT   | Specialized | Manager: Trey Greenwood, Bjarne Riis Dir. sportivi: Kim Andersen, Dan Frost, Bradley McGee, Torsten Schmidt                                                                                          |
| 2011 | SBS     | Saxo Bank-Sungard                                                              | WT   | Specialized | Manager: Trey Greenwood, Bjarne Riis, Giuseppe Toni Dir. sportivi: Dan Frost, Nick Gates, Fabrizio Guidi, Tristan Hoffman, Philippe Mauduit, Bradley McGee                                           |
| 2012 | SAX STB | Team Saxo Bank (fino al 30 giugno) Team Saxo Bank-Tinkoff Bank (dal 1º luglio) | WT   | Specialized | Manager: Trey Greenwood, Bjarne Riis Dir. sportivi: Dan Frost, Nick Gates, Fabrizio Guidi, Tristan Hoffman, Philippe Mauduit, Bradley McGee                                                          |
| 2013 | TST     | Team Saxo-Tinkoff                                                              | WT   | Specialized | Manager: Bjarne Riis Dir. sportivi: Steven de Jongh, Dan Frost, Fabrizio Guidi, Tristan Hoffman, Philippe Mauduit, Lars Michaelsen, Giuseppe Toni                                                    |
| 2014 | TCS     | Tinkoff-Saxo                                                                   | WT   | Specialized | Manager: Stefano Feltrin, Bjarne Riis Dir. sportivi: Bruno Cenghialta, Steven de Jongh, Fabrizio Guidi, Tristan Hoffman, Philippe Mauduit, Lars Michaelsen, Giuseppe Toni                            |
| 2015 | TCS     | Tinkoff-Saxo                                                                   | WT   | Specialized | Manager: Stefano Feltrin, Bjarne Riis (fino ad aprile) Dir. sportivi: Bruno Cenghialta, Steven de Jongh, Tristan Hoffman, Lars Michaelsen, Nicki Sørensen, Giuseppe Toni, Francisco Vila, Sean Yates |
| 2016 | TNK     | Tinkoff                                                                        | WT   | Specialized | Manager: Stefano Feltrin Dir. sportivi: Steven de Jongh, Ivan Basso, Bruno Cenghialta, Tristan Hoffman, Lars Michaelsen, Giuseppe Toni, Jan Valach, Francisco Vila, Sean Yates                       |

### Classifiche UCI
| Anno | Classifica | Pos. | Migliore cl. individuale |
| ---- | ---------- | ---- | ------------------------ |
| 1998 | -          | 32º  | Arvis Piziks (121º)      |
| 1999 | GSII       | 1º   | Nicolaj Bo Larsen (64º)  |
| 2000 | GSI        | 19º  | Tristan Hoffman (54º)    |
| 2001 | GSI        | 16º  | Laurent Jalabert (21º)   |
| 2002 | GSI        | 10º  | Laurent Jalabert (14º)   |
| 2003 | GSI        | 11º  | Tyler Hamilton (11º)     |
| 2004 | GSI        | 2º   | Ivan Basso (11º)         |
| 2005 | ProTour    | 1º   | Bobby Julich (9º)        |
| 2006 | ProTour    | 1º   | Fränk Schleck (3º)       |
| 2007 | ProTour    | 1º   | Carlos Sastre (12º)      |
| 2008 | ProTour    | 3º   | Jens Voigt (17º)         |
| 2009 | World Cal. | 4º   | Andy Schleck (4º)        |
| 2010 | World Cal. | 1º   | Andy Schleck (9º)        |
| 2011 | World Tour | 18º  | Nick Nuyens (49º)        |
| 2012 | World Tour | 15º  | Alberto Contador (12º)   |
| 2013 | World Tour | 6º   | Roman Kreuziger (11º)    |
| 2014 | World Tour | 3º   | Alberto Contador (3º)    |
| 2015 | World Tour | 7º   | Alberto Contador (7º)    |
| 2016 | World Tour | 2º   | Peter Sagan (1º)         |

## Palmarès

### Grandi Giri
- Giro d'Italia

Partecipazioni: 13 (2002, 2005, 2006, 2007, 2008, 2009, 2010, 2011, 2012, 2013, 2014, 2015, 2016)
Vittorie di tappa: 14
2002: 1 (Tyler Hamilton)
2005: 3 (2 Ivan Basso, David Zabriskie)
2006: 4 (3 Ivan Basso, cronosquadre)
2007: 1 (Kurt-Asle Arvesen)
2008: 1 (Jens Voigt)
2010: 2 (Chris Anker Sørensen, Gustav Larsson)
2014: 2 (2 Michael Rogers)
Vittorie finali: 2
2006: Ivan Basso
2015: Alberto Contador
Altre classifiche: 2
2007: Giovani (Andy Schleck)
2010: Giovani (Richie Porte)
- Tour de France

Partecipazioni: 17 (2000, 2001, 2002, 2003, 2004, 2005, 2006, 2007, 2008, 2009, 2010, 2011, 2012, 2013, 2014, 2015, 2016)
Vittorie di tappa: 27
2001: 2 (2 Laurent Jalabert)
2003: 3 (Tyler Hamilton, Carlos Sastre, Jakob Piil)
2004: 1 (Ivan Basso)
2005: 1 (David Zabriskie)
2006: 2 (Fränk Schleck, Jens Voigt)
2007: 2 (2 Fabian Cancellara)
2008: 2 (Carlos Sastre, Kurt Asle Arvesen)
2009: 3 (Fabian Cancellara, Nicki Sørensen, Fränk Schleck)
2010: 4 (2 Fabian Cancellara, 2 Andy Schleck)
2014: 3 (2 Rafał Majka, Michael Rogers)
2015: 1 (Rafał Majka)
2016: 3 (3 Peter Sagan)
Vittorie finali: 2
2008: Carlos Sastre
2010: Andy Schleck
Altre classifiche: 16
2001: Scalatori (Laurent Jalabert), Combattività (Laurent Jalabert)
2002: Scalatori (Laurent Jalabert), Combattività (Laurent Jalabert)
2003: Squadre
2008: Giovani (Andy Schleck), Squadre
2009: Giovani (Andy Schleck)
2010: Giovani (Andy Schleck)
2012: Combattività (Chris Anker Sørensen)
2013: Squadre
2014: Scalatori (Rafał Majka)
2015: Punti (Peter Sagan)
2016: Punti (Peter Sagan), Scalatori (Rafał Majka), Combattività (Peter Sagan)
- Vuelta a España

Partecipazioni: 13 (2004, 2005, 2006, 2007, 2008, 2009, 2010, 2011, 2012, 2013, 2014, 2015, 2016)
Vittorie di tappa: 12
2005: 1 (Nicki Sørensen)
2006: 1 (cronosquadre)
2008: 1 (Matti Breschel)
2009: 2 (2 Fabian Cancellara)
2011: 1 (Juan José Haedo)
2012: 1 (Alberto Contador)
2013: 2 (Nicolas Roche, Michael Mørkøv)
2014: 2 (2 Alberto Contador)
2015: 1 (Peter Sagan)
Vittorie finali: 2
2012: Alberto Contador
2014: Alberto Contador
Altre classifiche: 3
2014: Combinata (Alberto Contador), Combattività (Alberto Contador)
2016: Combattività (Alberto Contador)

### Classiche monumento
- Milano-Sanremo: 1

2008 (Fabian Cancellara)
- Giro delle Fiandre: 3

2010 (Fabian Cancellara)
2011 (Nick Nuyens)
2016 (Peter Sagan)
- Parigi-Roubaix: 3

2006, 2010 (Fabian Cancellara)
2007 (Stuart O'Grady)
- Liegi-Bastogne-Liegi: 2

2003 (Tyler Hamilton)
2009 (Andy Schleck)

### Campionati nazionali
- Campionati austriaci: 1

Cronometro: 2006 (Peter Luttenberger)
- Campionati belgi: 1

In linea: 1999 (Marc Streel)
- Campionati britannici: 1

In linea: 2016 (Adam Blythe)
- Campionati cechi: 1

In linea: 2016 (Roman Kreuziger)
- Campionati danesi: 28

In linea: 1999 (Bo Larsen); 2000 (Hamburger); 2001 (Piil); 2002 (Sandstød); 2003, 2008, 2010, 2011 (N. Sørensen); 2004 (Blaudzun); 2005 (Bak); 2006 (Johansen); 2009 (Breschel); 2013 (Mørkøv); 2014 (Valgren Andersen); 2015 (C. Sørensen)
Cronometro: 1999, 2000, 2002, 2004 (Sandstød); 2001, 2003, 2005 (Blaudzun); 2006 (Vandborg); 2007, 2008, 2009 (Bak); 2010 (Fuglsang); 2015 (Juul Jensen)
- Campionati lettoni: 2

In linea: 1998 (Juris Silovs); 2000 (Arvis Piziks)
- Campionati lussemburghesi: 6

In linea: 2005, 2008, 2010 (Fränk Schleck); 2009 (Andy Schleck)
Cronometro: 2005, 2010 (Andy Schleck)
- Campionati norvegesi: 3

In linea: 2008, 2009 (Kurt Asle Arvesen)
Cronometro: 2006 (Kurt Asle Arvesen)
- Campionati polacchi: 3

In linea: 2016 (Rafał Majka)
Cronometro: 2010 (Jarosław Marycz); 2016 (Maciej Bodnar)
- Campionati russi: 1

In linea: 2005 (Vladimir Gusev)
- Campionati slovacchi: 3

In linea: 2015 (Peter Sagan); 2016 (Juraj Sagan)
Cronometro: 2015 (Peter Sagan)
- Campionati statunitensi: 2

Cronometro: 2006 (David Zabriskie)
In linea: 2007 (David Zabriskie)
- Campionati svedesi: 3

In linea: 2009 (Marcus Ljungqvist)
Cronometro: 2010, 2011 (Gustav Larsson)
- Campionati svizzeri: 4

In linea: 2009 (Fabian Cancellara)
Cronometro: 2006, 2007, 2008 (Fabian Cancellara)

### Altri successi
Giochi olimpici
- Cronometro: 1

2008 (Fabian Cancellara)
Campionati del mondo
- In linea: 1

2015 (Peter Sagan)
- Cronometro: 4

2006, 2007, 2009, 2010 (Fabian Cancellara)